# Lista de viscondes de Gerona e Cabrera
Esta lista é composta pelos Viscondes de Gerona e Cabrera

Escudo de armas de Bernardo IV, vizconde de Cabrera.

1. Ermessenda de Montsoriu, IX viscondessa de Gerona (c. 1017 – c. 1050),
2. Ponce I de Cabrera, X visconde de Gerona e Cabrera (c. 1050 – c. 1105), filho da anterior e de Guerau I, Senhor de Cabrera,
3. Guerau II de Cabrera, XI visconde de Cabrera (c. 1105 - 1132), filho do anterior,
4. Ponce II de Cabrera, XII visconde de Cabrera (1132 - 1162), filho anterior, casado com Sancha Nunes e com Maria Fernandes da Casa de Trava,
5. Guerau III de Cabrera, XIII visconde de Cabrera (1162 - 1180), filho do anterior,
6. Ponce III de Cabrera, XIV visconde de Cabrera (1180 - 1199), filho do anterior
7. Guerau IV de Cabrera, XV visconde de Cabrera (1199 - 1228), filho do anterior
8. Guerau V de Cabrera, XVI visconde de Cabrera (1228 - 1242), filho do anterior,
9. Guerau VI de Cabrera, XVII visconde de Cabrera (1242 - 1278), filho do anterior,
10. Marquesa de Cabrera, XVIII viscondessa de Cabrera (1278 - 1328), filha do anterior,
11. Bernardo I de Cabrera, XIX visconde de Cabrera (1328 - 1332), primeiro irmão anterior,
12. Bernardo II de Cabrera, XX visconde de Cabrera (1332 - 1343), filho do anterior,
13. Ponce IV de Cabrera, XXI visconde de Cabrera (1343 - 1349), filho do anterior,
14. Bernardo II de Cabrera, XX visconde de Cabrera (1349 - 1350), pai do anterior,
15. Bernardo III de Cabrera, XXII visconde de Cabrera (1350 - 1368), neto do anterior,
16. Bernardo IV de Cabrera, XXIII visconde de Cabrera (1373 - 1423), filho do anterior,
17. Bernardo V de Cabrera, XXIV visconde de Cabrera (1423 - 1466), filho do anterior,
18. Juan I de Cabrera, XXV visconde de Cabrera (1466 - 1474), filho do anterior,
19. Juan II de Cabrera, XXVI visconde de Cabrera (1474 - 1477), filho do anterior,
20. Ana I de Cabrera, XXVII viscondessa de Cabrera (1477 - 1526), irmã do anterior,
21. Ana II de Cabrera, XXVIII viscondessa de Cabrera (1526 - 1565), sobrina da anterior. O seu marido Luís Henrique e Girón, II Duque de Medina de Rioseco, adoptou o nome de Luís Enríquez de Cabrera.